# Albine Caillié
Albine Caillié (Mantes-la-Jolie, Yvelines, 9 de novembre de 1974) va ser una ciclista francesa. Del seu palmarès destaca el que s'especialitzà en el Campionat nacional en contrarellotge de 1998.

## Palmarès
- 1997
  - 1a a la Ruta del Muscadet
  - Vencedora d'una etapa al Tour de l'Alta Viena
- 1998
  -  Campiona de França en contrarellotge
- 1999
  - 1a a la Ruta del Muscadet i vencedora d'una etapa
  - Vencedora d'una etapa al Tour de l'Aude